# Tefroiet

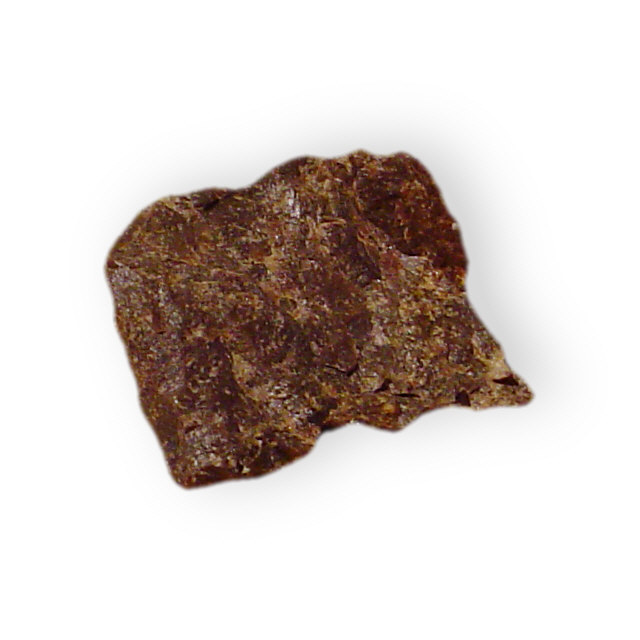
Tefroiet uit Japan

Het mineraal tefroiet is een mangaan-silicaat met de chemische formule Mn2+2SiO4. Het mineraal behoort tot de nesosilicaten en behoort in ruime zin tot de olivijnen.

## Eigenschappen
Het doorzichtig tot doorschijnend grijze, olijfgroene, groenblauwe, rode of roodbruine tefroiet heeft een glas- tot vetglans, een grijze streepkleur en de splijting van het mineraal is onduidelijk volgens het kristalvlak [010]. Het kristalstelsel is orthorombisch. Tefroiet heeft een gemiddelde dichtheid van 4,25, de hardheid is 6,5 en het mineraal is niet radioactief.

## Naamgeving
De naam van het mineraal tefroiet is afgeleid van het Griekse woord tephros, dat "as" of "asgrijs" betekent.

## Voorkomen
Het mineraal tefroiet wordt gevormd bij contactmetamorfose van mangaan-houdende gesteenten. De typelocatie is Franklin en Sparta, New Jersey, Verenigde Staten. Het mineraal wordt ook gevonden in Långban en Jacobsberg in Värmland, Zweden, en in de N'Chwaning mijn in het Kalahari mangaanveld, Noordelijke Kaapprovincie, Zuid-Afrika.